# Вудс Ландинг-Джелм (Вайоминг)
Вудс Ландинг-Джелм (англ. Woods Landing-Jelm) — статистически обособленная местность, расположенная в округе Олбани (штат Вайоминг, США) с населением в 100 человек по статистическим данным переписи 2000 года.

## География
По данным Бюро переписи населения США, статистически обособленная местность Вудс Ландинг-Джелм имеет общую площадь в 41,44 квадратных километров, водных ресурсов в черте населённого пункта не имеется.

## Демография
По данным переписи населения 2000 года, в Вудс Ландинг-Джелм проживало 100 человек, 25 семей, насчитывалось 47 домашних хозяйств и 86 жилых домов. Средняя плотность населения составляла около 2,4 человек на один квадратный километр. Расовый состав Вудс Ландинг-Джелм по данным переписи распределился следующим образом: 93,00 % белых, 2,00 % азиатов, 4,00 % — представителей смешанных рас, 1,00 % — других народностей. Испаноговорящие составили 1,00 % от всех жителей статистически обособленной местности.
Из 47 домашних хозяйств в 23,4 % — воспитывали детей в возрасте до 18 лет, 44,7 % представляли собой совместно проживающие супружеские пары, в 6,4 % семей женщины проживали без мужей, 44,7 % не имели семей. 31,9 % от общего числа семей на момент переписи жили самостоятельно, при этом среди жителей в возрасте 65 лет отсутствовали одиночки. Средний размер домашнего хозяйства составил 2,13 человек, а средний размер семьи — 2,65 человек.
Население статистически обособленной местности по возрастному диапазону по данным переписи 2000 года распределилось следующим образом: 19,0 % — жители младше 18 лет, 2,0 % — между 18 и 24 годами, 29,0 % — от 25 до 44 лет, 46,0 % — от 45 до 64 лет и 4,0 % — в возрасте 65 лет и старше. Средний возраст жителей составил 45 лет. На каждые 100 женщин в Вудс Ландинг-Джелм приходилось 117,4 мужчин, при этом на каждых сто женщин 18 лет и старше приходилось 107,7 мужчин так же старше 18 лет.
Средний доход на одно домашнее хозяйство в статистически обособленной местности составил 44 063 доллара США, а средний доход на одну семью — 63 214 долларов. При этом мужчины имели средний доход в 26 719 долларов США в год против 22 500 долларов среднегодового дохода у женщин. Доход на душу населения в статистически обособленной местности составил 26 248 долларов в год. Все семьи Вудс Ландинг-Джелм имели доход, превышающий уровень бедности, 10,2 % от всей численности населения находилось на момент переписи населения за чертой бедности, при том все жители младше 18 и старше 65 лет имели совокупный доход, превышающий прожиточный минимум.